# Pöckstein-Zwischenwässern
Pöckstein-Zwischenwässern ist eine Ortschaft in der Gemeinde Straßburg im Bezirk Sankt Veit an der Glan in Kärnten. Die Ortschaft hat 43 Einwohner (Stand 1. Jänner 2024).

## Lage
Die Ortschaft liegt am Südostrand der Gemeinde Straßburg, auf dem Gebiet der Katastralgemeinde St. Georgen, beim Zusammenfluss von Gurk und Metznitz. Zur Ortschaft gehört neben dem Schloss samt Nebengebäuden und einigen Betriebs- und Wohngebäuden an der Friesacher Straße und an der Gurk auch eine Einfamilienhaussiedlung an der Auffahrt von der Gurktal Straße zur Ortschaft Hohenfeld.

## Geschichte

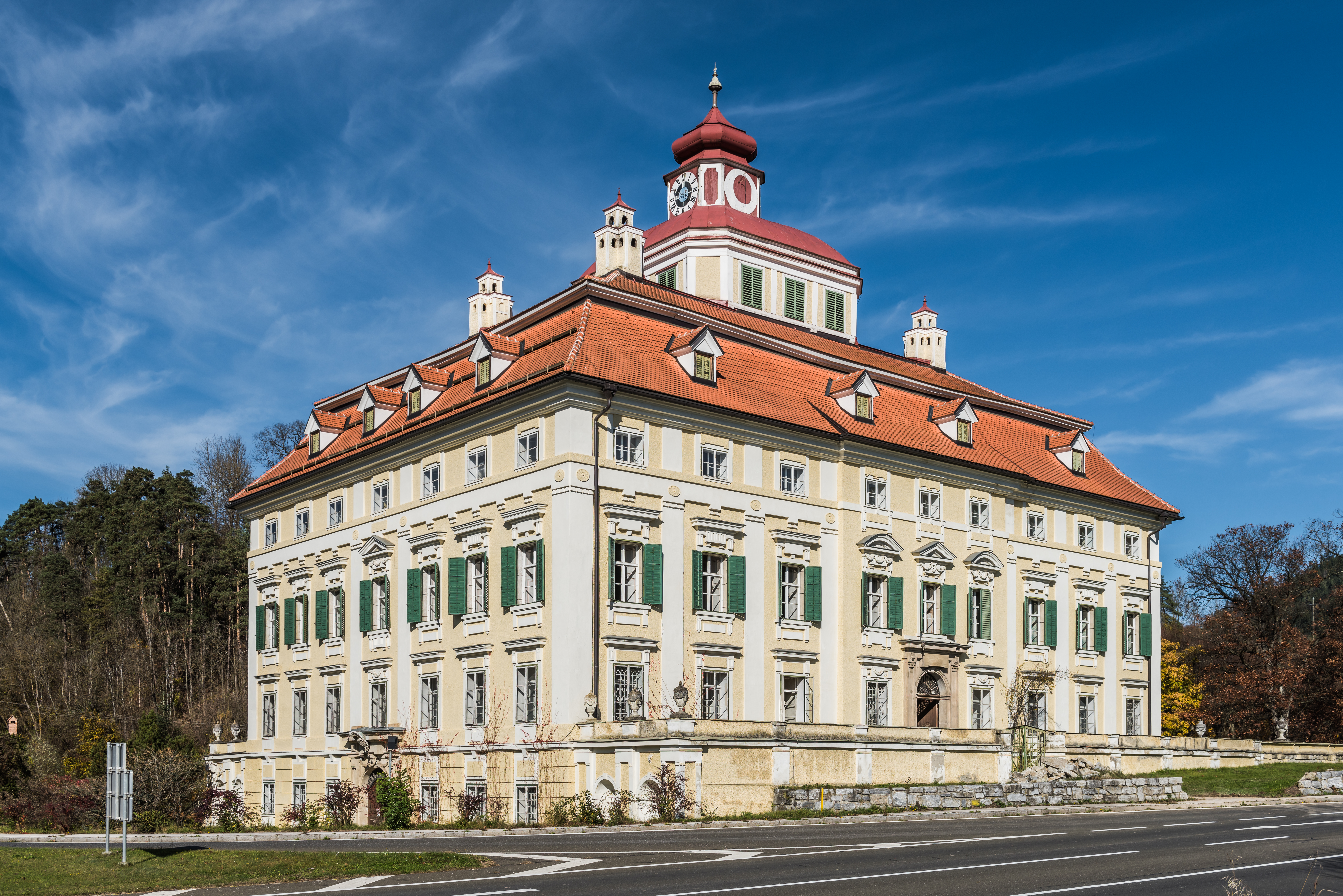
Schloss Pöckstein

Die Ortschaft ist einerseits nach dem Ende des 18. Jahrhunderts von den Gurker Bischöfen errichteten Schloss Pöckstein benannt, das seinen Namen wiederum von der ehemaligen Burg Böckstein entlehnte, die im 12. Jahrhundert auf dem heute zur Gemeinde Althofen gehörenden Hügel Böckstein links der Metnitz bestand. Andererseits erinnert Zwischenwässern an die Siedlung dieses Namens, die im Zwickel zwischen den Flüssen Gurk und Metnitz entstand.
Ein Hammerwerk im Bereich der heutigen Ortschaft bestand zumindest ab dem frühen 17. Jahrhundert. Schloss Pöckstein war von 1783 bis 1787 Residenz der Bischöfe des  Bistums Gurk. 

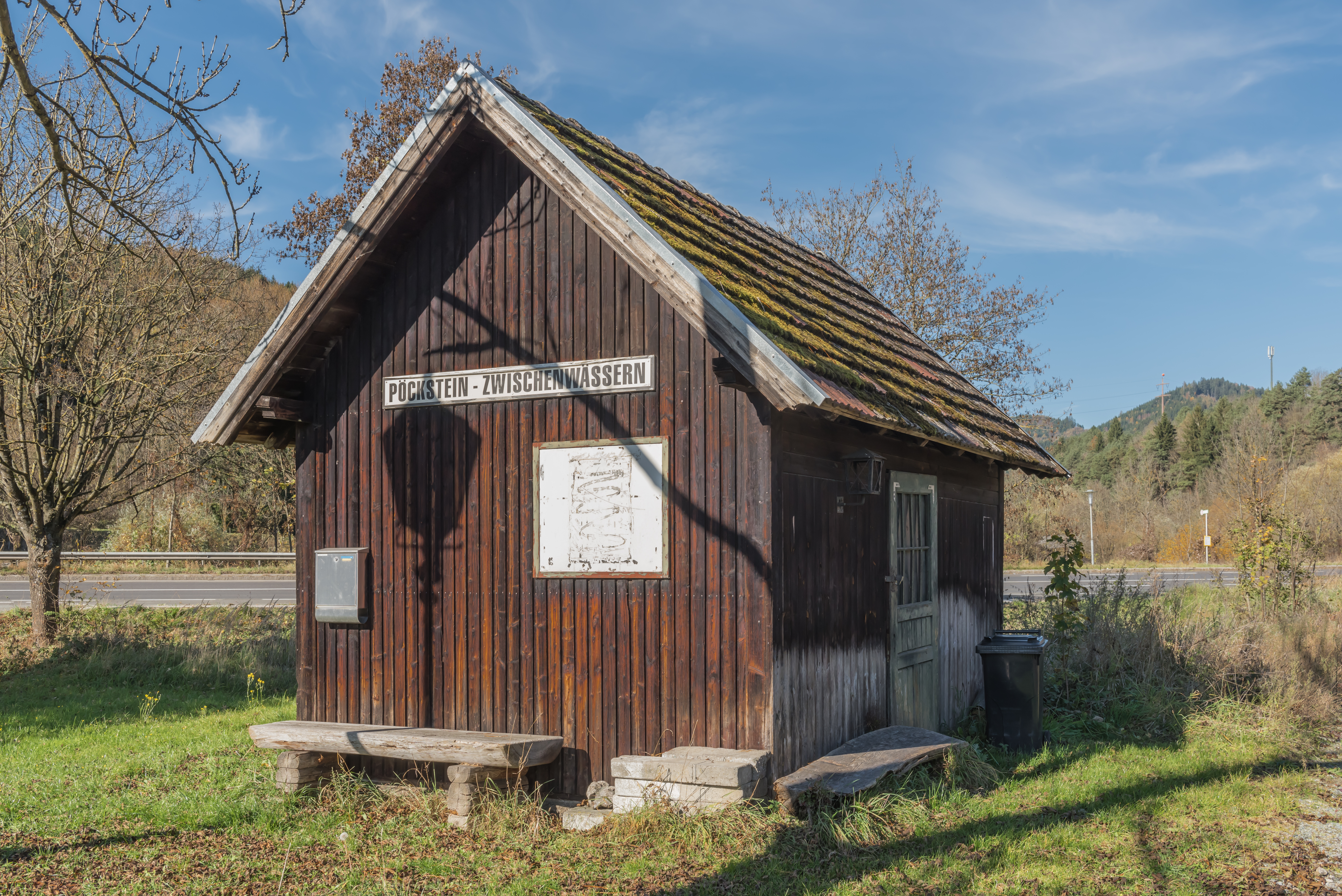
Stationshäuschen der Gurktalbahn

Seit Gründung der Ortsgemeinden Mitte des 19. Jahrhunderts gehört der Ort zur Gemeinde Straßburg. Als Ortschaft besteht Pöckstein-Zwischenwässern jedoch erst seit der 2. Hälfte des 20. Jahrhunderts. Davor gehörte der Bereich der heutigen Ortschaft Pöckstein-Zwischenwässern zur damaligen Ortschaft Zwischenwässern, die auf etwa 4 km Länge Siedlungen beidseits der Gurk von Drahtzug bis Buldorf umfasste.

## Bevölkerungsentwicklung
Für Pöckstein und/oder Zwischenwässern als Ortschaftsbestandteil(e) von Zwischenwässern ermittelte man folgende Einwohnerzahlen:
- 1880: Zwischenwässern (inkl. Buldorf und Drahtzug) 25 Häuser, 143 Einwohner; Pökstein: 5 Häuser, 12 Einwohner[2]
- 1890: Zwischenwässern (inkl. Buldorf) 21 Häuser, 139 Einwohner; Pöckstein 1 Haus, 5 Einwohner[3]
- 1900: Zwischenwässern 18 Häuser, 195 Einwohner; Schloss Pöckstein 1 Haus, 0 Einwohner[4]
- 1910: Zwischenwässern 29 Häuser, 226 Einwohner[5]
- 1923: Pöckstein 19 Häuser, 157 Einwohner[6]
- 1951: Pöckstein 23 Häuser, 229 Einwohner[7]
- 1961: Pöckstein 37 Häuser, 200 Einwohner[8]

Für die Ortschaft Pöckstein-Zwischenwässern ermittelte man folgende Einwohnerzahlen:
- 2001: 23 Gebäude (davon 20 mit Hauptwohnsitz) mit 33 Wohnungen; 107 Einwohner und 1 Nebenwohnsitzfall; 32 Haushalte; 3 Arbeitsstätten, 2 land- und forstwirtschaftliche Betriebe[9]
- 2011: 22 Gebäude, 59 Einwohner, 25 Haushalte, 7 Arbeitsstätten[10]
- 2021: 26 Gebäude, 42 Einwohner, 23 Haushalte, 6 Arbeitsstätten[11]